# Screen Actors Guild Award per il miglior cast in una serie commedia
Lo Screen Actors Guild Award per il miglior cast in una serie commedia (Screen Actors Guild Award for Outstanding Performance by an Ensemble in a Comedy Series) viene assegnato al miglior cast di una serie televisiva comica dalla Screen Actors Guild.

## Vincitori e candidati
I vincitori sono indicati in grassetto. L'elenco mostra i vincitori di ogni anno, seguito dai membri del cast che hanno ricevuto una candidatura. Per ogni cast viene indicato il film che gli è valso la candidatura (titolo italiano e titolo originale tra parentesi. Se è presente un solo titolo il film è italiano o, più spesso, non è stato distribuito in Italia o è stato distribuito usando il titolo originale).

### 1990
- 1995
  - Seinfeld - Jason Alexander, Julia Louis-Dreyfus, Michael Richards, Jerry Seinfeld
  - Frasier - Peri Gilpin, Kelsey Grammer, Jane Leeves, John Mahoney, David Hyde Pierce
  - Innamorati pazzi (Mad About You) - Helen Hunt, Leila Kenzle, Richard Kind, John Pankow, Anne Ramsay, Paul Reiser
  - Murphy Brown -  Candice Bergen, Pat Corley, Faith Ford, Charles Kimbrough, Joe Regalbuto, Grant Shaud
  - Un medico tra gli orsi (Northern Exposure) - Darren E. Burrows, John Corbett, Barry Corbin, John Cullum, Cynthia Geary, Elaine Miles, Rob Morrow, Peg Phillips, Teri Polo, Paul Provenza, Janine Turner

- 1996
  - Friends - Jennifer Aniston, Courteney Cox, Lisa Kudrow, Matt LeBlanc, Matthew Perry, David Schwimmer
  - Cybill - Christine Baranski, Dedee Pfeiffer, Alan Rosenberg, Cybill Shepherd, Alicia Witt, Tom Wopat
  - Frasier -  Dan Butler, Peri Gilpin, Kelsey Grammer, Jane Leeves, John Mahoney, David Hyde Pierce
  - Innamorati pazzi (Mad About You) - Helen Hunt, Leila Kenzle, John Pankow, Anne Ramsay, Paul Reiser
  - Seinfeld - Jason Alexander, Julia Louis-Dreyfus, Michael Richards, Jerry Seinfeld

- 1997
  - Seinfeld - Jason Alexander, Julia Louis-Dreyfus, Michael Richards, Jerry Seinfeld
  - Una famiglia del terzo tipo (3rd Rock from the Sun) - Jane Curtin, Joseph Gordon-Levitt, Kristen Johnston, John Lithgow, French Stewart
  - Frasier - Dan Butler, Peri Gilpin, Kelsey Grammer, Jane Leeves, John Mahoney, David Hyde Pierce
  - Innamorati pazzi (Mad About You) - George Hall, Margaret Hall, John Bedford Lloyd, Melinda Mullins, Christopher Murney, Amanda Naughton, Hugh O'Gorman, Kevin O'Rourke, Dina Spybey, Mary Stout

- 1998
  - Seinfeld - Jason Alexander, Julia Louis-Dreyfus, Michael Richards, Jerry Seinfeld
  - Una famiglia del terzo tipo (3rd Rock from the Sun) - Jane Curtin, Joseph Gordon-Levitt, Kristen Johnston, Simbi Khali, Wayne Knight, John Lithgow, French Stewart, Elmarie Wendel
  - Ally McBeal - Gil Bellows, Lisa Nicole Carson, Calista Flockhart, Greg Germann, Jane Krakowski, Courtney Thorne-Smith
  - Frasier - Dan Butler, Peri Gilpin, Kelsey Grammer, Jane Leeves, John Mahoney, David Hyde Pierce
  - Innamorati pazzi (Mad About You) - Robin Bartlett, Cynthia Harris, Helen Hunt, Leila Kenzle, John Pankow, Paul Reiser, Louis Zorich

- 1999
  - Ally McBeal - Gil Bellows, Lisa Nicole Carson, Portia de Rossi, Calista Flockhart, Greg Germann, Jane Krakowski, Lucy Liu, Peter MacNicol, Vonda Shepard, Courtney Thorne-Smith
  - Una famiglia del terzo tipo (3rd Rock from the Sun) - Jane Curtin, Joseph Gordon-Levitt, Kristen Johnston, Simbi Khali, Wayne Knight, John Lithgow, French Stewart, Elmarie Wendel
  - Tutti amano Raymond (Everybody Loves Raymond) - Peter Boyle, Brad Garrett, Patricia Heaton, Doris Roberts, Ray Romano, Madylin Sweeten
  - Frasier - Dan Butler, Peri Gilpin, Kelsey Grammer, Jane Leeves, John Mahoney, David Hyde Pierce
  - Friends - Jennifer Aniston, Courteney Cox, Lisa Kudrow, Matt LeBlanc, Matthew Perry, David Schwimmer

### 2000
- 2000
  - Frasier - Dan Butler, Peri Gilpin, Kelsey Grammer, Jane Leeves, John Mahoney, David Hyde Pierce
  - Ally McBeal - Gil Bellows, Lisa Nicole Carson, Portia de Rossi, Calista Flockhart, Greg Germann, Jane Krakowski, Lucy Liu, Peter MacNicol, Vonda Shepard, Courtney Thorne-Smith
  - Tutti amano Raymond (Everybody Loves Raymond) - Peter Boyle, Brad Garrett, Patricia Heaton, Doris Roberts, Ray Romano, Madylin Sweeten
  - Friends - Jennifer Aniston, Courteney Cox, Lisa Kudrow, Matt LeBlanc, Matthew Perry, David Schwimmer
  - Sports Night - Josh Charles, Robert Guillaume, Felicity Huffman, Peter Krause, Sabrina Lloyd, Joshua Malina

- 2001
  - Will & Grace - Sean Hayes, Eric McCormack, Debra Messing, Megan Mullally
  - Ally McBeal - Lisa Nicole Carson, Portia de Rossi, Robert Downey Jr., Calista Flockhart, Greg Germann, Jane Krakowski, James LeGros, Lucy Liu, Peter MacNicol, Vonda Shepard
  - Frasier - Peri Gilpin, Kelsey Grammer, Jane Leeves, John Mahoney, David Hyde Pierce
  - Friends - Jennifer Aniston, Courteney Cox, Lisa Kudrow, Matt LeBlanc, Matthew Perry, David Schwimmer
  - Sex and the City - Kim Cattrall, Kristin Davis, Cynthia Nixon, Sarah Jessica Parker

- 2002
  - Sex and the City - Kim Cattrall, Kristin Davis, Cynthia Nixon, Sarah Jessica Parker
  - Tutti amano Raymond (Everybody Loves Raymond) -  Peter Boyle, Brad Garrett, Patricia Heaton, Doris Roberts, Ray Romano, Madylin Sweeten
  - Frasier - Peri Gilpin, Kelsey Grammer, Jane Leeves, John Mahoney, David Hyde Pierce
  - Friends - Jennifer Aniston, Courteney Cox, Lisa Kudrow, Matt LeBlanc, Matthew Perry, David Schwimmer
  - Will & Grace - Sean Hayes, Eric McCormack, Debra Messing, Shelley Morrison, Megan Mullally

- 2003
  - Tutti amano Raymond (Everybody Loves Raymond) - Peter Boyle, Brad Garrett, Patricia Heaton, Doris Roberts, Ray Romano, Madylin Sweeten
  - Frasier - Peri Gilpin, Kelsey Grammer, Jane Leeves, John Mahoney, David Hyde Pierce
  - Friends - Jennifer Aniston, Courteney Cox, Lisa Kudrow, Matt LeBlanc, Matthew Perry, David Schwimmer
  - Sex and the City - Kim Cattrall, Kristin Davis, Cynthia Nixon, Sarah Jessica Parker
  - Will & Grace - Sean Hayes, Eric McCormack, Debra Messing, Shelley Morrison, Megan Mullally

- 2004
  - Sex and the City - Kim Cattrall, Kristin Davis, Cynthia Nixon, Sarah Jessica Parker
  - Tutti amano Raymond (Everybody Loves Raymond) - Peter Boyle, Brad Garrett, Patricia Heaton, Doris Roberts, Ray Romano, Madylin Sweeten
  - Frasier - Peri Gilpin, Kelsey Grammer, Jane Leeves, John Mahoney, David Hyde Pierce
  - Friends - Jennifer Aniston, Courteney Cox, Lisa Kudrow, Matt LeBlanc, Matthew Perry, David Schwimmer
  - Will & Grace - Sean Hayes, Eric McCormack, Debra Messing, Megan Mullally

- 2005
  - Desperate Housewives - Andrea Bowen, Ricardo Antonio Chavira, Marcia Cross, Steven Culp, James Denton, Teri Hatcher, Felicity Huffman, Cody Kasch, Eva Longoria, Jesse Metcalfe, Mark Moses, Nicollette Sheridan, Brenda Strong
  - Arrested Development - Ti presento i miei (Arrested Development) - Will Arnett, Jason Bateman, Michael Cera, David Cross, Portia de Rossi, Tony Hale, Alia Shawkat, Jeffrey Tambor, Jessica Walter
  - Tutti amano Raymond (Everybody Loves Raymond) - Peter Boyle, Brad Garrett, Patricia Heaton, Monica Horan, Doris Roberts, Ray Romano, Madylin Sweeten
  - Sex and the City - Kim Cattrall, Kristin Davis, Cynthia Nixon, Sarah Jessica Parker
  - Will & Grace - Sean Hayes, Eric McCormack, Debra Messing, Megan Mullally

- 2006
  - Desperate Housewives - Roger Bart, Andrea Bowen, Mehcad Brooks, Ricardo Antonio Chavira, Marcia Cross, Steven Culp, James Denton, Teri Hatcher, Felicity Huffman, Brent Kinsman, Shane Kinsman, Eva Longoria, Mark Moses, Doug Savant, Nicollette Sheridan, Brenda Strong, Alfre Woodard
  - Arrested Development - Ti presento i miei (Arrested Development) -  Will Arnett, Jason Bateman, Michael Cera, David Cross, Portia de Rossi, Tony Hale, Alia Shawkat, Jeffrey Tambor, Jessica Walter
  - Boston Legal - René Auberjonois, Ryan Michelle Bathe, Candice Bergen, Julie Bowen, Justin Mentell, Rhona Mitra, Monica Potter, William Shatner, James Spader, Mark Valley
  - Curb Your Enthusiasm - Shelley Berman, Larry David, Susie Essman, Jeff Garlin, Cheryl Hines, Richard Lewis
  - My Name Is Earl - Jason Lee, Jaime Pressly, Eddie Steeples, Ethan Suplee, Nadine Velazquez

- 2007
  - The Office - Leslie David Baker, Brian Baumgartner, Steve Carell, David Denman, Jenna Fischer, Kate Flannery, Melora Hardin, Mindy Kaling, Angela Kinsey, John Krasinski, Paul Lieberstein, B. J. Novak, Oscar Nuñez, Phyllis Smith, Rainn Wilson
  - Desperate Housewives - Andrea Bowen, Mehcad Brooks, Ricardo Antonio Chavira, Marcia Cross, James Denton, Teri Hatcher, Josh Henderson, Zane Huett, Felicity Huffman, Kathryn Joosten, Nashawn Kearse, Brent Kinsman, Shane Kinsman, Joy Lauren, Eva Longoria, Kyle MacLachlan, Laurie Metcalf, Shawn Pyfrom, Doug Savant, Dougray Scott, Nicollette Sheridan, Brenda Strong, Kiersten Warren, Alfre Woodard
  - Entourage - Kevin Connolly, Kevin Dillon, Jerry Ferrara, Adrian Grenier, Rex Lee, Debi Mazar, Jeremy Piven, Perrey Reeves
  - Ugly Betty - Alan Dale, America Ferrera, Mark Indelicato, Ashley Jensen, Eric Mabius, Becki Newton, Ana Ortiz, Tony Plana, Kevin Sussman, Michael Urie, Vanessa L. Williams
  - Weeds - Martin Donovan, Alexander Gould, Justin Kirk, Romany Malco, Kevin Nealon, Mary-Louise Parker, Hunter Parrish, Tonye Patano, Elizabeth Perkins

- 2008
  - The Office - Leslie David Baker, Brian Baumgartner, Steve Carell, David Denman, Jenna Fischer, Kate Flannery, Melora Hardin, Mindy Kaling, Angela Kinsey, John Krasinski, Paul Lieberstein, B. J. Novak, Oscar Nuñez, Phyllis Smith, Rainn Wilson
  - Desperate Housewives - Andrea Bowen, Ricardo Antonio Chavira, Marcia Cross, Dana Delany, James Denton, Nathan Fillion, Lyndsy Fonseca, Rachel G. Fox, Teri Hatcher, Zane Huett, Felicity Huffman, Kathryn Joosten, Brent Kinsman, Shane Kinsman, Joy Lauren, Eva Longoria, Kyle MacLachlan, Shawn Pyfrom, Doug Savant, Dougray Scott, Nicollette Sheridan, John Slattery, Brenda Strong
  - Entourage - Kevin Connolly, Kevin Dillon, Jerry Ferrara, Adrian Grenier, Rex Lee, Debi Mazar, Jeremy Piven, Perrey Reeves
  - 30 Rock - Scott Adsit, Alec Baldwin, Katrina Bowden, Kevin Brown, Grizz Chapman, Tina Fey, Judah Friedlander, Jane Krakowski, Jack McBrayer, Tracy Morgan, Maulik Pancholy, Keith Powell, Lonny Ross
  - Ugly Betty - Alan Dale, America Ferrera, Mark Indelicato, Ashley Jensen, Eric Mabius, Becki Newton, Ana Ortiz, Tony Plana, Kevin Sussman, Michael Urie, Vanessa L. Williams

- 2009
  - 30 Rock - Scott Adsit, Alec Baldwin, Katrina Bowden, Tina Fey, Judah Friedlander, Jane Krakowski, Jack McBrayer, Tracy Morgan, Keith Powell
  - Desperate Housewives -  Kendall Applegate, Andrea Bowen, Charlie Carver, Max Carver, Ricardo Antonio Chavira, Marcia Cross, Dana Delany, James Denton, Lyndsy Fonseca, Rachel G. Fox, Teri Hatcher, Zane Huett, Felicity Huffman, Kathryn Joosten, Brent Kinsman, Shane Kinsman, Joy Lauren, Eva Longoria, Kyle MacLachlan, Neal McDonough, Joshua Logan Moore, Shawn Pyfrom, Doug Savant, Nicollette Sheridan, Brenda Strong
  - Entourage - Kevin Connolly, Kevin Dillon, Jerry Ferrara, Adrian Grenier, Rex Lee, Jeremy Piven, Perrey Reeves
  - The Office - Leslie David Baker, Brian Baumgartner, Creed Bratton, Steve Carell, Jenna Fischer, Kate Flannery, Melora Hardin, Ed Helms, Mindy Kaling, Angela Kinsey, John Krasinski, Paul Lieberstein, B. J. Novak, Oscar Nuñez, Craig Robinson, Phyllis Smith, Rainn Wilson
  - Weeds - Demián Bichir, Julie Bowen, Enrique Castillo, Guillermo Diaz, Alexander Gould, Allie Grant, Justin Kirk, Hemky Madera, Andy Milder, Kevin Nealon, Mary-Louise Parker, Hunter Parrish, Elizabeth Perkins, Jack Stehlin

### 2010
- 2010
  - Glee - Dianna Agron, Chris Colfer, Patrick Gallagher, Jessalyn Gilsig, Jane Lynch, Jayma Mays, Kevin McHale, Lea Michele, Cory Monteith, Heather Morris, Matthew Morrison, Amber Riley, Naya Rivera, Mark Salling, Harry Shum Jr., Josh Sussman, Dijon Talton, Iqbal Theba, Jenna Ushkowitz
  - 30 Rock -  Scott Adsit, Alec Baldwin, Katrina Bowden, Kevin Brown, Grizz Chapman, Tina Fey, Judah Friedlander, Jane Krakowski, Jack McBrayer, Tracy Morgan, Keith Powell
  - Curb Your Enthusiasm - Larry David, Susie Essman, Jeff Garlin, Cheryl Hines
  - Modern Family - Julie Bowen, Ty Burrell, Jesse Tyler Ferguson, Nolan Gould, Sarah Hyland, Ed O'Neill, Rico Rodriguez, Eric Stonestreet, Sofía Vergara, Ariel Winter
  - The Office - Leslie David Baker, Brian Baumgartner, Creed Bratton, Steve Carell, Jenna Fischer, Kate Flannery, Ed Helms, Mindy Kaling, Ellie Kemper, Angela Kinsey, John Krasinski, Paul Lieberstein, B. J. Novak, Oscar Nuñez, Craig Robinson, Phyllis Smith, Rainn Wilson

- 2011
  - Modern Family - Julie Bowen, Ty Burrell, Jesse Tyler Ferguson, Nolan Gould, Sarah Hyland, Ed O'Neill, Rico Rodriguez II, Eric Stonestreet, Sofía Vergara, Ariel Winter
  - 30 Rock - Scott Adsit, Alec Baldwin, Katrina Bowden, Kevin Brown, Grizz Chapman, Tina Fey, Judah Friedlander, Jane Krakowski, John Lutz, Jack McBrayer, Tracy Morgan, Maulik Pancholy, Keith Powell
  - Glee - Max Adler, Dianna Agron, Chris Colfer, Jane Lynch, Jayma Mays, Kevin McHale, Lea Michele, Cory Monteith, Heather Morris, Matthew Morrison, Mike O'Malley, Amber Riley, Naya Rivera, Mark Salling, Harry Shum Jr., Iqbal Theba, Jenna Ushkowitz
  - Hot in Cleveland -  Valerie Bertinelli, Jane Leeves, Wendie Malick, Betty White
  - The Office -  Leslie David Baker, Brian Baumgartner, Creed Bratton, Steve Carell, Jenna Fischer, Kate Flannery, Ed Helms, Mindy Kaling, Ellie Kemper, Angela Kinsey, John Krasinski, Paul Lieberstein, B. J. Novak, Oscar Nuñez, Craig Robinson, Phyllis Smith, Rainn Wilson, Zach Woods

- 2012
  - Modern Family - Aubrey Anderson-Emmons, Julie Bowen, Ty Burrell, Jesse Tyler Ferguson, Nolan Gould, Sarah Hyland, Ed O'Neill, Rico Rodriguez II, Eric Stonestreet, Sofía Vergara, Ariel Winter
  - 30 Rock - Scott Adsit, Alec Baldwin, Katrina Bowden, Kevin Brown, Grizz Chapman, Tina Fey, Judah Friedlander, Jane Krakowski, John Lutz, Jack McBrayer, Tracy Morgan, Maulik Pancholy, Keith Powell
  - The Big Bang Theory - Mayim Bialik, Kaley Cuoco, Johnny Galecki, Simon Helberg, Kunal Nayyar, Jim Parsons, Melissa Rauch
  - Glee - Dianna Agron, Chris Colfer, Darren Criss, Ashley Fink, Dot-Marie Jones, Jane Lynch, Jayma Mays, Kevin McHale, Lea Michele, Cory Monteith, Heather Morris, Matthew Morrison, Mike O'Malley, Chord Overstreet, Lauren Potter, Amber Riley, Naya Rivera, Mark Salling, Harry Shum Jr., Iqbal Theba, Jenna Ushkowitz
  - The Office - Leslie David Baker, Brian Baumgartner, Creed Bratton, Steve Carell, Jenna Fischer, Kate Flannery, Ed Helms, Mindy Kaling, Ellie Kemper, Angela Kinsey, John Krasinski, Paul Lieberstein, B. J. Novak, Oscar Nuñez, Craig Robinson, James Spader,  Phyllis Smith, Rainn Wilson, Zach Woods

- 2013
  - Modern Family - Aubrey Anderson-Emmons, Julie Bowen, Ty Burrell, Jesse Tyler Ferguson, Nolan Gould, Sarah Hyland, Ed O'Neill, Rico Rodriguez, Eric Stonestreet, Sofía Vergara, Ariel Winter
  - 30 Rock - Scott Adsit, Alec Baldwin, Tina Fey, Judah Friedlander, Jane Krakowski, Jack McBrayer, Tracy Morgan, Keith Powell
  - The Big Bang Theory - Mayim Bialik, Kaley Cuoco, Johnny Galecki, Simon Helberg, Kunal Nayyar, Jim Parsons, Melissa Rauch
  - Glee - Dianna Agron, Chris Colfer, Darren Criss, Samuel Larsen, Vanessa Lengies, Jane Lynch, Jayma Mays, Kevin McHale, Lea Michele, Cory Monteith, Heather Morris, Matthew Morrison, Alex Newell, Chord Overstreet, Amber Riley, Naya Rivera, Mark Salling, Harry Shum, Jr., Jenna Ushkowitz
  - The Office - Leslie David Baker, Brian Baumgartner, Creed Bratton, Clark Duke, Jenna Fischer, Kate Flannery, Ed Helms, Mindy Kaling, Ellie Kemper, Angela Kinsey, John Krasinski, Jake Lacy, Paul Lieberstein, B. J. Novak, Oscar Nuñez, Craig Robinson, Phyllis Smith, Catherine Tate, Rainn Wilson
  - Nurse Jackie - Terapia d'urto (Nurse Jackie) - Mackenzie Aladjem, Eve Best, Jake Cannavale, Bobby Cannavale, Peter Facinelli, Edie Falco, Dominic Fumusa, Arjun Gupta, Lenny Jacobson, Ruby Jerins, Paul Schulze, Anna Deavere Smith, Stephen Wallem, Merritt Wever

- 2014
  - Modern Family - Aubrey Anderson-Emmons, Julie Bowen, Ty Burrell, Jesse Tyler Ferguson, Nolan Gould, Sarah Hyland, Ed O'Neill, Rico Rodriguez, Eric Stonestreet, Sofía Vergara e Ariel Winter
  - 30 Rock - Scott Adsit, Alec Baldwin, Katrina Bowden, Kevin Brown, Grizz Chapman, Tina Fey, Judah Friedlander, Jane Krakowski, John Lutz, James Marsden, Jack McBrayer, Tracy Morgan e Keith Powell
  - Arrested Development - Ti presento i miei (Arrested Development)- Will Arnett, Jason Bateman, John Heard, Michael Cera, David Cross, Portia de Rossi, Isla Fisher, Tony Hale, Ron Howard, Liza Minnelli, Alia Shawkat, Jeffrey Tambor, Jessica Walter e Henry Winkler
  - The Big Bang Theory - Mayim Bialik, Kaley Cuoco, Johnny Galecki, Simon Helberg, Kunal Nayyar, Jim Parsons e Melissa Rauch
  - Veep - Vicepresidente incompetente (Veep) - Sufe Bradshaw, Anna Chlumsky, Gary Cole, Kevin Dunn, Tony Hale, Julia Louis-Dreyfus, Reid Scott, Timothy Simons e Matt Walsh

- 2015
  - Orange Is the New Black - Uzo Aduba, Jason Biggs, Danielle Brooks, Laverne Cox, Jackie Cruz, Catherine Curtin, Lea Delaria, Beth Fowler, Yvette Freeman, Germar Terrell Gardner, Kimiko Glenn, Annie Golden, Diane Guerrero, Michael J. Harney, Vicky Jeudy, Julie Lake, Lauren Lapkus, Selenis Leyva, Natasha Lyonne, Taryn Manning, Joel Marsh Garland, Matt McGorry, Adrienne C. Moore, Kate Mulgrew, Emma Myles, Jessica Pimentel, Dascha Polanco, Alysia Reiner, Judith Roberts, Elizabeth Rodriguez, Barbara Rosenblat, Nick Sandow, Abigail Savage, Taylor Schilling, Constance Shulman, Dale Soules, Yael Stone, Lorraine Toussaint, Lin Tucci e Samira Wiley
  - The Big Bang Theory - Mayim Bialik, Kaley Cuoco, Johnny Galecki, Simon Helberg, Kunal Nayyar, Jim Parsons e Melissa Rauch - Brooklyn Nine-Nine - Stephanie Beatriz, Andre Braugher, Terry Crews, Melissa Fumero, Joe Lo Truglio, Chelsea Peretti e Andy Samberg
  - Modern Family - Aubrey Anderson-Emmons, Julie Bowen, Ty Burrell, Jesse Tyler Ferguson, Nolan Gould, Sarah Hyland, Ed O'Neill, Rico Rodriguez, Eric Stonestreet, Sofía Vergara e Ariel Winter
  - Veep - Vicepresidente incompetente (Veep) - Sufe Bradshaw, Anna Chlumsky, Gary Cole, Kevin Dunn, Tony Hale, Julia Louis-Dreyfus, Reid Scott, Timothy Simons e Matt Walsh

- 2016
  - Orange Is the New Black - Uzo Aduba, Jason Biggs, Danielle Brooks, Laverne Cox, Jackie Cruz, Catherine Curtin, Lea Delaria, Beth Fowler, Yvette Freeman, Germar Terrell Gardner, Kimiko Glenn, Annie Golden, Diane Guerrero, Michael J. Harney, Vicky Jeudy, Julie Lake, Lauren Lapkus, Selenis Leyva, Natasha Lyonne, Taryn Manning, Joel Marsh Garland, Matt McGorry, Adrienne C. Moore, Kate Mulgrew, Emma Myles, Jessica Pimentel, Dascha Polanco, Alysia Reiner, Judith Roberts, Elizabeth Rodriguez, Barbara Rosenblat, Nick Sandow, Abigail Savage, Taylor Schilling, Constance Shulman, Dale Soules, Yael Stone, Lorraine Toussaint, Lin Tucci e Samira Wiley
  - The Big Bang Theory - Mayim Bialik, Kaley Cuoco, Johnny Galecki, Simon Helberg, Kunal Nayyar, Jim Parsons e Melissa Rauch
  - Key & Peele - Keegan-Michael Key e Jordan Peele
  - Modern Family - Aubrey Anderson-Emmons, Julie Bowen, Ty Burrell, Jesse Tyler Ferguson, Nolan Gould, Sarah Hyland, Ed O'Neill, Rico Rodriguez, Eric Stonestreet, Sofía Vergara e Ariel Winter
  - Transparent - Alexandra Billings, Carrie Brownstein, Jay Duplass, Kathryn Hahn, Gaby Hoffmann, Cherry Jones, Amy Landecker, Judith Light, Hari Nef, Emily Robinson e Jeffrey Tambor
  - Veep - Vicepresidente incompetente (Veep) - Sufe Bradshaw, Anna Chlumsky, Gary Cole, Kevin Dunn, Tony Hale, Julia Louis-Dreyfus, Reid Scott, Timothy Simons e Matt Walsh

- 2017
  - Orange Is the New Black - Uzo Aduba, Jason Biggs, Danielle Brooks, Laverne Cox, Jackie Cruz, Catherine Curtin, Lea Delaria, Beth Fowler, Yvette Freeman, Germar Terrell Gardner, Kimiko Glenn, Annie Golden, Diane Guerrero, Michael J. Harney, Vicky Jeudy, Julie Lake, Lauren Lapkus, Selenis Leyva, Natasha Lyonne, Taryn Manning, Joel Marsh Garland, Matt McGorry, Adrienne C. Moore, Kate Mulgrew, Emma Myles, Jessica Pimentel, Dascha Polanco, Alysia Reiner, Judith Roberts, Elizabeth Rodriguez, Barbara Rosenblat, Nick Sandow, Abigail Savage, Taylor Schilling, Constance Shulman, Dale Soules, Yael Stone, Lorraine Toussaint, Lin Tucci e Samira Wiley
  - The Big Bang Theory - Mayim Bialik, Kaley Cuoco, Johnny Galecki, Simon Helberg, Kunal Nayyar, Jim Parsons e Melissa Rauch
  - Black-ish - Anthony Anderson, Miles Brown, Deon Cole, Laurence Fishburne, Jenifer Lewis, Peter Mackenzie, Marsai Martin, Jeff Meacham, Tracee Ellis Ross, Marcus Scribner, Yara Shahidi
  - Modern Family - Aubrey Anderson-Emmons, Julie Bowen, Ty Burrell, Jesse Tyler Ferguson, Nolan Gould, Sarah Hyland, Ed O'Neill, Rico Rodriguez, Eric Stonestreet, Sofía Vergara e Ariel Winter
  - Veep - Vicepresidente incompetente (Veep) - Sufe Bradshaw, Anna Chlumsky, Gary Cole, Kevin Dunn, Tony Hale, Julia Louis-Dreyfus, Reid Scott, Timothy Simons e Matt Walsh

- 2018
  - Veep - Vicepresidente incompetente (Veep) - Dan Bakkedahl, Anna Chlumsky, Gary Cole, Margaret Colin, Kevin Dunn, Clea DuVall, Nelson Franklin, Tony Hale, Julia Louis-Dreyfus, Sam Richardson, Paul Scheer, Reid Scott, Timothy Simons, Sarah Sutherland e Matt Walsh
  - Black-ish - Anthony Anderson, Miles Brown, Deon Cole, Laurence Fishburne, Jenifer Lewis, Peter Mackenzie, Marsai Martin, Jeff Meacham, Tracee Ellis Ross, Marcus Scribner e Yara Shahidi
  - Curb Your Enthusiasm - Ted Danson, Larry David, Susie Essman, Jeff Garlin, Cheryl Hines e J. B. Smoove
  - GLOW - Britt Baron, Alison Brie, Kimmy Gatewood, Betty Gilpin, Rebekka Johnson, Chris Lowell, Sunita Mani, Marc Maron, Kate Nash, Sydelle Noel, Marianna Palka, Gayle Rankin, Bashir Salahuddin, Rich Sommer, Kia Stevens, Jackie Tohn, Ellen Wong e Britney Young
  - Orange Is the New Black - Uzo Aduba, Emily Althaus, Danielle Brooks, Rosal Colon, Jackie Cruz, Francesca Curran, Daniella De Jesus, Lea DeLaria, Nick Dillenburg, Asia Kate Dillon, Beth Dover, Kimiko Glenn, Annie Golden, Laura Gómez, Diane Guerrero, Evan Arthur Hall, Michael J. Harney, Brad William Henke, Mike Houston, Vicky Jeudy, Kelly Karbacz, Julie Lake, Selenis Leyva, Natasha Lyonne, Taryn Manning, Adrienne C. Moore, Miriam Morales, Kate Mulgrew, Emma Myles, John Palladino, Matt Peters, Jessica Pimentel, Dascha Polanco, Laura Prepon, Jolene Purdy, Elizabeth Rodriguez, Nick Sandow, Abigail Savage, Taylor Schilling, Constance Shulman, Dale Soules, Yael Stone, Emily Tarver, Michael Torpey e Lin Tucci

- 2019
  - La fantastica signora Maisel (The Marvelous Mrs. Maisel) - Caroline Aaron, Alex Borstein, Rachel Brosnahan, Marin Hinkle, Zachary Levi, Kevin Pollak, Tony Shalhoub, Brian Tarantina e Michael Zegen
  - Atlanta - Khris Davis, Donald Glover, Brian Tyree Henry, and Lakeith Stanfield
  - Barry - Darrell Britt-Gibson, D'Arcy Carden, Andy Carey, Anthony Carrigan, Rightor Doyle, Glenn Fleschler, Alejandro Furth, Sarah Goldberg, Bill Hader, Kirby Howell-Baptiste, Paula Newsome, John Pirruccello, Stephen Root ed Henry Winkler
  - GLOW - Britt Baron, Alison Brie, Kimmy Gatewood, Betty Gilpin, Rebekka Johnson, Chris Lowell, Sunita Mani, Marc Maron, Kate Nash, Sydelle Noel, Marianna Palka, Gayle Rankin, Bashir Salahuddin, Rich Sommer, Kia Stevens, Jackie Tohn, Ellen Wong e Britney Young
  - Il metodo Kominsky (The Kominsky Method) - Jenna Lyng Adams, Alan Arkin, Sarah Baker, Casey Thomas Brown, Michael Douglas, Ashleigh LaThrop, Emily Osment, Graham Rogers, Susan Sullivan, Melissa Tang e Nancy Travis

### 2020
- 2020
  - La fantastica signora Maisel (The Marvelous Mrs. Maisel) - Caroline Aaron, Alex Borstein, Rachel Brosnahan, Marin Hinkle, Zachary Levi, Kevin Pollak, Tony Shalhoub, Brian Tarantina e Michael Zegen
  - Barry - Nikita Bogolyubov, Darrell Britt-Gibson, D'Arcy Carden, Andy Carey, Anthony Carrigan, Troy Caylak, Rightor Doyle, Patricia Fa'Asua, Alejandro Furth, Sarah Goldberg, Nick Gracer, Bill Hader, Kirby Howell-Baptiste, Michael Irby, John Pirruccello, Stephen Root e Henry Winkler
  - Fleabag - Sian Clifford, Olivia Colman, Brett Gelman, Bill Paterson, Andrew Scott e Phoebe Waller-Bridge
  - Il metodo Kominsky (The Kominsky Method) - Jenna Lyng Adams, Alan Arkin, Sarah Baker, Casey Thomas Brown, Michael Douglas, Lisa Edelstein, Paul Reiser, Graham Rogers, Jane Seymour, Melissa Tang e Nancy Travis
  - Schitt's Creek - Chris Elliott, Emily Hampshire, Daniel Levy, Eugene Levy, Sarah Levy, Dustin Milligan, Annie Murphy, Catherine O'Hara, Noah Reid, Jennifer Robertson e Karen Robinson
- 2021
  - Schitt's Creek - Chris Elliott, Emily Hampshire, Daniel Levy, Eugene Levy, Sarah Levy, Dustin Milligan, Annie Murphy, Catherine O'Hara, Noah Reid, Jennifer Robertson e Karen Robinson
  - Amiche per la morte - Dead to Me (Dead to Me) - Christina Applegate, Linda Cardellini, Max Jenkins, James Marsden, Sam McCarthy, Natalie Morales, Diana Maria Riva e Luke Roessler
  - L'assistente di volo - The Flight Attendant (The Flight Attendant) - Kaley Cuoco, Merle Dandridge, Nolan Gerard Funk, Michelle Gomez, Michiel Huisman, Yasha Jackson, Jason Jones, T.R. Knight, Zosia Mamet, Audrey Grace Marshall, Griffin Matthews, Rosie Perez, Terry Serpico e Colin Woodell
  - The Great - Belinda Bromilow, Sebastian de Souza, Sacha Dhawan, Elle Fanning, Phoebe Fox, Bayo Gbadamosi, Adam Godley, Douglas Hodge, Nicholas Hoult, Louis Hynes, Florence Keith-Roach, Gwilym Lee, Danusia Samal e Charity Wakefield
  - Ted Lasso - Annette Badland, Phil Dunster, Brett Goldstein, Brendan Hunt, Toheeb Jimoh, James Lance, Nick Mohammed, Jason Sudeikis, Jeremy Swift, Juno Temple e Hannah Waddingham
- 2022
  - Ted Lasso - Annette Badland, Kola Bokinni, Phil Dunster, Cristo Fernández, Brett Goldstein, Brendan Hunt, Toheeb Jimoh, Nick Mohammed, Sarah Niles, Jason Sudeikis, Jeremy Swift, Juno Temple e Hannah Waddingham
  - The Great - Julian Barratt, Belinda Bromilow, Sacha Dhawan, Elle Fanning, Phoebe Fox, Bayo Gbadamosi, Adam Godley, Douglas Hodge, Nicholas Hoult, Florence Keith-Roach, Gwilym Lee e Charity Wakefield
  - Hacks - Rose Abdoo, Carl Clemons-Hopkins, Paul W. Downs, Hannah Einbinder, Mark Indelicato, Poppy Liu, Christopher McDonald, Jean Smart e Megan Stalter
  - Il metodo Kominsky (The Kominsky Method) - Jenna Lyng Adams, Sarah Baker, Casey Thomas Brown, Michael Douglas, Lisa Edelstein, Ashleigh LaThrop, Emily Osment, Haley Joel Osment, Paul Reiser, Graham Rogers, Melissa Tang e Kathleen Turner
  - Only Murders in the Building - Aaron Dominguez, Selena Gomez, Jackie Hoffman, Jayne Houdyshell, Steve Martin, Amy Ryan e Martin Short
- 2023
  - Abbott Elementary - Quinta Brunson, William Stanford Davis, Janelle James, Chris Perfetti, Sheryl Lee Ralph, Lisa Ann Walter e Tyler James Williams
  - Barry - Sarah Burns, D'Arcy Carden, Anthony Carrigan, Turhan Troy Caylak, Sarah Goldberg, Nick Gracer, Bill Hader, Jessy Hodges, Michael Irby, Gary Kraus, Stephen Root e Henry Winkler
  - The Bear - Lionel Boyce, Liza Colón-Zayas, Ayo Edebiri, Abby Elliott, Edwin Lee Gibson, Corey Hendrix, Matty Matheson, Ebon Moss-Bachrach e Jeremy Allen White
  - Hacks - Carl Clemons-Hopkins, Paul W. Downs, Hannah Einbinder, Mark Indelicato, Jean Smart e Megan Stalter
  - Only Murders in the Building - Michael Cyril Creighton, Cara Delevingne, Selena Gomez, Jayne Houdyshell, Steve Martin, Martin Short e Adina Verson
- 2024
  - The Bear - Lionel Boyce, Jose Cervantes Jr., Liza Colón-Zayas, Ayo Edebiri, Abby Elliott, Richard Esteras, Edwin Lee Gibson, Molly Gordon, Corey Hendrix, Matty Matheson, Ebon Moss-Bachrach, Oliver Platt e Jeremy Allen White
  - Abbott Elementary - Quinta Brunson, William Stanford Davis, Janelle James, Chris Perfetti, Sheryl Lee Ralph, Lisa Ann Walter e Tyler James Williams
  - Barry - Anthony Carrigan, Sarah Goldberg, Zachary Golinger, Bill Hader, Andre Hyland, Fred Melamed, Charles Parnell, Stephen Root, Tobie Windham, Henry Winkler e Robert Wisdom
  - Only Murders in the Building - Gerald Caesar, Michael Cyril Creighton, Linda Emond, Selena Gomez, Allison Guinn, Steve Martin, Ashley Park, Don Darryl Rivera, Paul Rudd, Jeremy Shamos, Martin Short, Meryl Streep, Wesley Taylor, Jason Veasey e Jesse Williams
  - Ted Lasso - Annette Badland, Kola Bokinni, Edyta Budnik, Adam Colborne, Phil Dunster, Cristo Fernández, Kevin "KG" Garry, Brett Goldstein, Billy Harris, Anthony Head, Brendan Hunt, Toheeb Jimoh, James Lance, Nick Mohammed, Jason Sudeikis, Jeremy Swift, Juno Temple, Hannah Waddingham, Bronson Webb e Katy Wix
- 2025[1][2]
  - Only Murders in the Building - Michael Cyril Creighton, Zach Galifianakis, Selena Gomez, Richard Kind, Eugene Levy, Eva Longoria, Steve Martin, Kumail Nanjiani, Molly Shannon e Martin Short
  - Abbott Elementary - Quinta Brunson, William Stanford Davis, Janelle James, Chris Perfetti, Sheryl Lee Ralph, Lisa Ann Walter e Tyler James Williams
  - The Bear - Lionel Boyce, Liza Colón-Zayas, Ayo Edebiri, Abby Elliott, Edwin Lee Gibson, Corey Hendrix, Matty Matheson, Ebon Moss-Bachrach, Ricky Staffieri e Jeremy Allen White
  - Hacks - Rose Abdoo, Carl Clemons-Hopkins, Paul W. Downs, Hannah Einbinder, Mark Indelicato, Jean Smart e Megan Stalter
  - Shrinking - Harrison Ford, Brett Goldstein, Devin Kawaoka, Gavin Lewis, Wendie Malick, Lukita Maxwell, Ted McGinley, Christa Miller, Jason Segel, Rachel Stubington, Luke Tennie, Michael Urie e Jessica Williams

## Statistiche

### Serie plurivincitrici
4 vittorie
- Modern Family

3 vittorie
- Seinfeld
- Orange Is the New Black

2 vittorie
- Sex and the City
- Desperate Housewives
- The Office
- La fantastica signora Maisel